# Толкачи (Дрибинский район)
Толкачи́ (бел. Таўкачы) — деревня в составе Михеевского сельсовета Дрибинского района Могилёвской области Белоруссии.

## Население
- 1999 год — 24 человека
- 2010 год — 3 человека